# Umran Ertok
Umran Ertok (* 23. Juli 1940 in Istanbul; † 2. August 2014) war ein türkischer Schauspieler, Spielgruppenleiter und Kolumnist.

## Leben
Ertok spielte in den 1960er Jahren an mehreren Theatern in der Türkei, unter anderem in Istanbul. 1971 kam er nach Deutschland, wo er zunächst in Darmstadt lebte. Er wirkte von 1971 bis 1983 bei mehreren Theaterprojekten in Darmstadt und in Frankfurt am Main mit, zuletzt gemeinsam mit dem Theaterensemble Umran Ertok Frankfurt Oyunculari. 1988 musste er wegen einer Gehirnblutung seine schauspielerische Karriere vorübergehend unterbrechen. 
2008 trat Ertok beim 1. MigrantenTheaterFestival im Ruhrgebiet, das unter dem Motto Zu neuen Ufern an verschiedenen Spielstätten durchgeführt wurde, bei einem Gastspiel der Burghofbühne Dinslaken in dem Theaterstück 40 Yil-Dile Kolay/40 Jahre-Leicht Gesagt von Yüksel Pazarkaya auf. Außerdem gastierte er 2008 in dieser Rolle beim Deutsch-türkischen Kulturherbst in Offenbach am Main. Das Stück hatte im November 2007 am Landestheater Dinslaken seine Premiere, welches damit als erstes deutsches Landestheater überhaupt ein türkisches Theaterstück mit türkischen Schauspielern auf Türkisch aufführte.
Ertok hatte in den 1980er Jahren auch einige Rollen im deutschen Fernsehen. Eine Hauptrolle übernahm Ertok in dem Fernsehfilm Empfänger unbekannt von Sohrab Shahid Saless (1982/83). 1986 spielte er in der Fernsehserie Detektivbüro Roth mit. In einer Folge der ZDF-Serie Hessische Geschichten hatte er 1989 außerdem eine Rolle als türkischer Taxifahrer.
Für seine Mitwirkung in dem Theaterstück Nair'in Karısı an der Kleinen Komödie in Ankara erhielt er in der Türkei einen Darstellerpreis für die beste Nebenrolle.
Ertok schrieb auch eine Kolumne für die Auslandsausgabe der türkischen Zeitung Hürriyet, in der er zu aktuellen gesellschaftspolitischen Themen Stellung nahm.
Ertok lebte in Frankfurt am Main.